# Стефан Баторій і дніпровські козаки

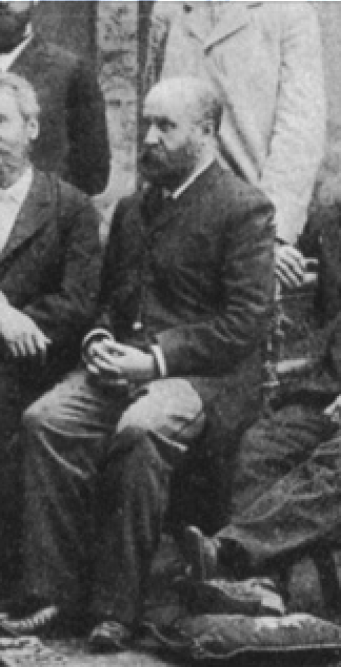
Автор книги історик Андрій Стороженко, 1898 рік

«Стефан Баторій та дніпровські козаки» (повна назва: «Стефан Баторій та дніпровські козаки: дослідження, пам'ятники, документи та нотатки», рос. дореф. «Стефанъ Баторій и Днѣпровскіе козаки: ізслѣдования, памятники, документы и замѣтки») — історична монографія Андрія Стороженка. Видана в Києві 1904 року, відзначена 1909 року 48-ю Уваровською премією Петербурзької академії наук. Одна з найважливіших робіт історика, визнається фахівцями однією з найважливіших праць початку XX століття в галузі історії українсько-польських відносин .

## Історія
Андрій Стороженко з 1880-х років планував присвятити себе викладанню в Київському університеті Святого Володимира. Він отримав 1879 року ступінь кандидата університету і готував магістерську роботу, але через смерть 1881 року свого наукового керівника Олександра Котляревського, який був його основним покровителем і просував його на професорське звання, Стороженко не зміг захистити магістерську дисертацію і отримати професорську кафедру.
Залишення університету не примусило Стороженко завершити наукову діяльність. Він надалі неодноразово публікувався на сторінках журналу «Кіевская старина». Основними тематиками його творів була давня історія України та українсько-польські відносини. У 1882-1899 він опублікував у цьому журналі близько 30 статей і заміток. 
Окремі матеріали цих публікацій у «Кіевской старине» стали основою майбутньої фундаментальної монографії історика «Стефан Баторій та дніпровські козаки». Робота ця була написана на основі маловідомих раніше документів Варшавського головного архіву давніх актів, а також документів Київської археографічної комісії, в якій працював Стороженко і видана в Києві 1904 року.
1909 року книга була відзначена Петербурзькою академією наук та Андрію Стороженко за неї була присуджена 48-а Уваровська премія за внесок в історіографію і доведення неправильності версії козацько-старшинських і дворянських істориків XVII—XIX ст. про дарування польським королем шляхетських привілеїв запорізьким козакам.